# Кройчин
Кройчин (пол. Krojczyn, нім. Kreutzen) — село в Польщі, у гміні Добжинь-над-Віслою Ліпновського повіту Куявсько-Поморського воєводства.
Населення — 478 осіб (2011).
У 1975-1998 роках село належало до Влоцлавського воєводства.

## Демографія
Демографічна структура станом на 31 березня 2011 року:
|          | Загалом | Допрацездатний вік | Працездатний вік | Постпрацездатний вік |
| -------- | ------- | ------------------ | ---------------- | -------------------- |
| Чоловіки | 237     | 58                 | 160              | 19                   |
| Жінки    | 241     | 56                 | 141              | 44                   |
| Разом    | 478     | 114                | 301              | 63                   |